# Phyllodytes maculosus
Phyllodytes maculosus es una especie de anfibio anuro de la familia Hylidae. Es endémica de la mata atlántica en Brasil.